# Владимир Йонков
Владимир Цанков Йонков е български футболист, защитник. Висок е 186 см, тежи 78 кг.

## Кариера
Юноша на Спартак (Плевен). Играл е за Янтра, Славия, Левски (София), Локомотив (София), Марек, Септември, Вихър (Горубляне) и Гройтер Фюрт (Германия). В евротурнирите за Левски е изиграл 10 мача (7 за КНК и 3 мача за купата на УЕФА), има 6 мача и 1 гол за Марек в Интертото. От началото на 2006 г. играе за Калиакра. Носител е на купата на страната през 1998 г. с Левски. Вицешампион през 1996 и 1998 г. За националния отбор е изиграл 5 мача.

## Статистика по сезони като футболист и треньор

### Като Футболист
- Янтра – 1991/92 – А група, 5 мача/0 гола
- Янтра – 1992/93 – А група, 16/1
- Славия – 1993/94 – А група, 22/0
- Славия – 1994/95 – А група, 26/0
- Левски (Сф) – 1995/96 – А група, 29/2
- Левски (Сф) – 1996/97 – А група, 26/5
- Левски (Сф) – 1997/98 – А група, 26/6
- Левски (Сф) – 1998/ес. – А група, 12/1
- Локомотив (Сф) – 1999/пр. – А група, 10/0
- Гройтер Фюрт – 1999/ес. - Втора Бундеслига, 10/0
- Локомотив (Сф) – 2000/пр. – А група, 9/0
- Локомотив (Сф) – 2000/01 – А група, 15/2
- Марек – 2001/02 – А група, 24/2
- Марек – 2002/ес. – А група, 1/0
- Септември (Сф) – 2003/пр. - Б група, 15/4
- Вихър (Горубляне) – 2003/04 – В група, 23/4
- Вихър (Горубляне) – 2004/05 – В група, 14/2
- Калиакра – 2006/пр. - Източна Б група, 12/0
- Калиакра – 2006/ес. - Източна Б група, 13/1
- Спартак (Пл) – 2007/пр. - Западна Б група, 11/0
- Академик (Сф) – 2007/08 – Източна Б група, 24/1

### Като Треньор
- Хебър (Пазарджик) – 2009/2010 – В футболна група